# Kardinal Offishall
Jason D. Harrow (Scarborough, 12 de maio de 1976), mais conhecido pelo seu nome artístico Kardinal Offishall, é um artista de hip-hop e produtor canadense. É mais conhecido pelo seu hit "Dangerous", uma parceria com Akon, e também pela música "Numba 1 (Tide is High)", parceria com a cantora Keri Hilson. Ambas os singles foram lançados em 2008.

## Discografia
Álbuns de estúdio
- Eye & I (1997)
- Quest for Fire: Firestarter, Vol. 1 (2001)
- Fire and Glory (2005)
- Not 4 Sale (2008)

## Ligações Externas
- Kardinal Offishall no MySpace
- Entrevista com o blog Rhapsody
- Border Block - Canadian Hip Hop vs. America
- Much Music
- VJ Search
- MMVA Awards
- Pagina de Kardinal em KonvictMuzik.net
- Entrevista para WordMag
- Kardinal Offishall na Flow.TV
- Kardinal Offishall Espeta 16 Barras em Estúdio - AOL Music
- Kardinal Offishall - Sessão de leitura de vídeo da RBMA